# Liz Lieu
Liz Lieu (* 2. August 1974 in Vietnam) ist eine professionelle amerikanisch-vietnamesische Pokerspielerin.

## Pokerkarriere
Ursprünglich war Lieu hauptsächlich eine Limit-Texas-Hold’em-Spielerin, die meistens in Cash Games antrat. Erst auf Anraten ihres Bekannten John Phan, ebenfalls Pokerprofi, nahm sie an einem Turnier in No Limit Hold’em der World Series of Poker 2005 im Rio All-Suite Hotel and Casino am Las Vegas Strip teil. Sie belegte den fünften Platz und gewann ein Preisgeld von knapp 170.000 US-Dollar. Im Februar 2007 gewann sie in Los Angeles ein Turnier des L.A. Poker Classic mit einer Siegprämie von knapp 150.000 US-Dollar. Seitdem blieben größere Turniererfolge aus. Ihre bis dato letzte Geldplatzierung erzielte Lieu im Mai 2013.
Insgesamt hat sich Lieu mit Poker bei Live-Turnieren knapp 800.000 US-Dollar erspielt.